# Slittino ai XVI Giochi olimpici invernali
Le competizioni di slittino dei XVI Giochi olimpici invernali si svolsero dal 9 al 12 febbraio 1992 sulla Pista di bob, slittino e skeleton di La Plagne a Mâcot-la-Plagne, nei pressi di Albertville, in Francia.
Vennero disputati tre eventi, due maschili (singolo e doppio) ed uno femminile (singolo), con l'attribuzione di tre titoli olimpici.

## Partecipanti
Alle competizioni presero parte 89 slittinisti, in rappresentanza di 22 distinti comitati olimpici nazionali.
- Argentina (1)
- Australia (1)
- Austria (7)
- Bermuda (1)
- Bulgaria (3)
- Canada (6)
- Estonia (2)
- Spagna (1)
- Squadra Unificata (10)
- Francia (3)
- Gran Bretagna (2)
- Germania (10)
- Isole Vergini Americane (2)
- Italia (8)
- Giappone (3)
- Lettonia (6)
- Norvegia (2)
- Polonia (2)
- Romania (3)
- Svezia (3)
- Cecoslovacchia (4)
- Stati Uniti (9)
- Jugoslavia (2)

## Podi

### Uomini
| Evento             | Oro                                 | Tempo    | Argento                             | Tempo    | Bronzo                              | Tempo    |
| Singolo (dettagli) | Georg Hackl Germania                | 3'02"363 | Markus Prock Austria                | 3'02"669 | Markus Schmidt Austria              | 3'02"942 |
| Doppio (dettagli)  | Germania Stefan Krauße Jan Behrendt | 1'32"053 | Germania Yves Mankel Thomas Rudolph | 1'32"239 | Italia Hansjörg Raffl Norbert Huber | 1'32"298 |

### Donne
| Evento             | Oro                  | Tempo    | Argento                 | Tempo    | Bronzo                | Tempo    |
| Singolo (dettagli) | Doris Neuner Austria | 3'06"696 | Angelika Neuner Austria | 3'06"769 | Susi Erdmann Germania | 3'07"115 |

## Medagliere
| Pos.   | Paese    | Oro | Argento | Bronzo | Totale |
| ------ | -------- | --- | ------- | ------ | ------ |
| 1      | Germania | 2   | 1       | 1      | 4      |
| 2      | Austria  | 1   | 2       | 1      | 4      |
| 3      | Italia   | 0   | 0       | 1      | 1      |
| Totale | Totale   | 3   | 3       | 3      | 9      |